# Marlene Fuchs-Kittowski

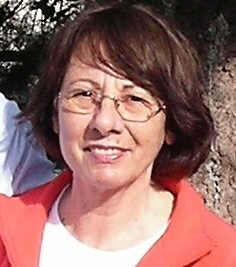
Marlene Fuchs-Kittowski (2007)

Marlene Fuchs-Kittowski (* 20. Juli 1936 als Marlene Laufs in Aachen) ist eine deutsche Psychologin, die grundlegende Arbeit auf dem Gebiet der theoretisch-methodologischen Fundierung der Krippenerziehung in der DDR und der Ausbildung klinischer Psychologen geleistet hat.

## Leben
Marlene Fuchs-Kittowski erlernte den Beruf Industriekaufmann in der Staatlichen Porzellan-Manufaktur in Meissen (1950–1953) und wurde von ihrem Lehrbetrieb 1953 zum Studium an die Arbeiter-und-Bauern-Fakultät (ABF) nach Leipzig delegiert. Sie studierte das Fach Psychologie mit der Spezialisierung Klinische Psychologie an der Karl-Marx-Universität in Leipzig (1956–1961). Im Anschluss arbeitete sie an praktischen und theoretischen Problemen der psychisch-geistigen Entwicklung im Kleinkindalter, insbesondere der in Krippen aufwachsenden Kinder (1961–1971) bei Eva Schmidt-Kolmer am Institut für Hygiene des Kindes- und Jugendalters. 1967 promovierte sie zum Thema „Die organisierte praktische Tätigkeit - Grundlage der geistigen Entwicklung des Kindes“ bei Herrmann Ley an der Humboldt-Universität zu Berlin und leitete anschließend eine Arbeitsgruppe zur Einführung des Erziehungsprogramms in Krippen (1967–1971). Danach arbeitete sie auf dem Gebiet der Klinischen Psychologie (Kinderneuropsychiatrie) im Bereich der Psychodiagnostik, Psychotherapie und Elterngruppenarbeit bei Karl Seidel an der Nervenklinik der Charité in Berlin (1971–1981) und erwarb 1981 den Fachabschluss Fachpsychologe der Medizin. Im Rahmen einer Aspirantur (1981–1984) habilitierte Marlene Fuchs-Kittowski zum Thema „Theoretische und methodologische Probleme familientherapeutischer Intervention“. Ab 1985 arbeitete sie als Leiterin der Abteilung Klinische Psychologie an der Poliklinik des Magistrats von Berlin.

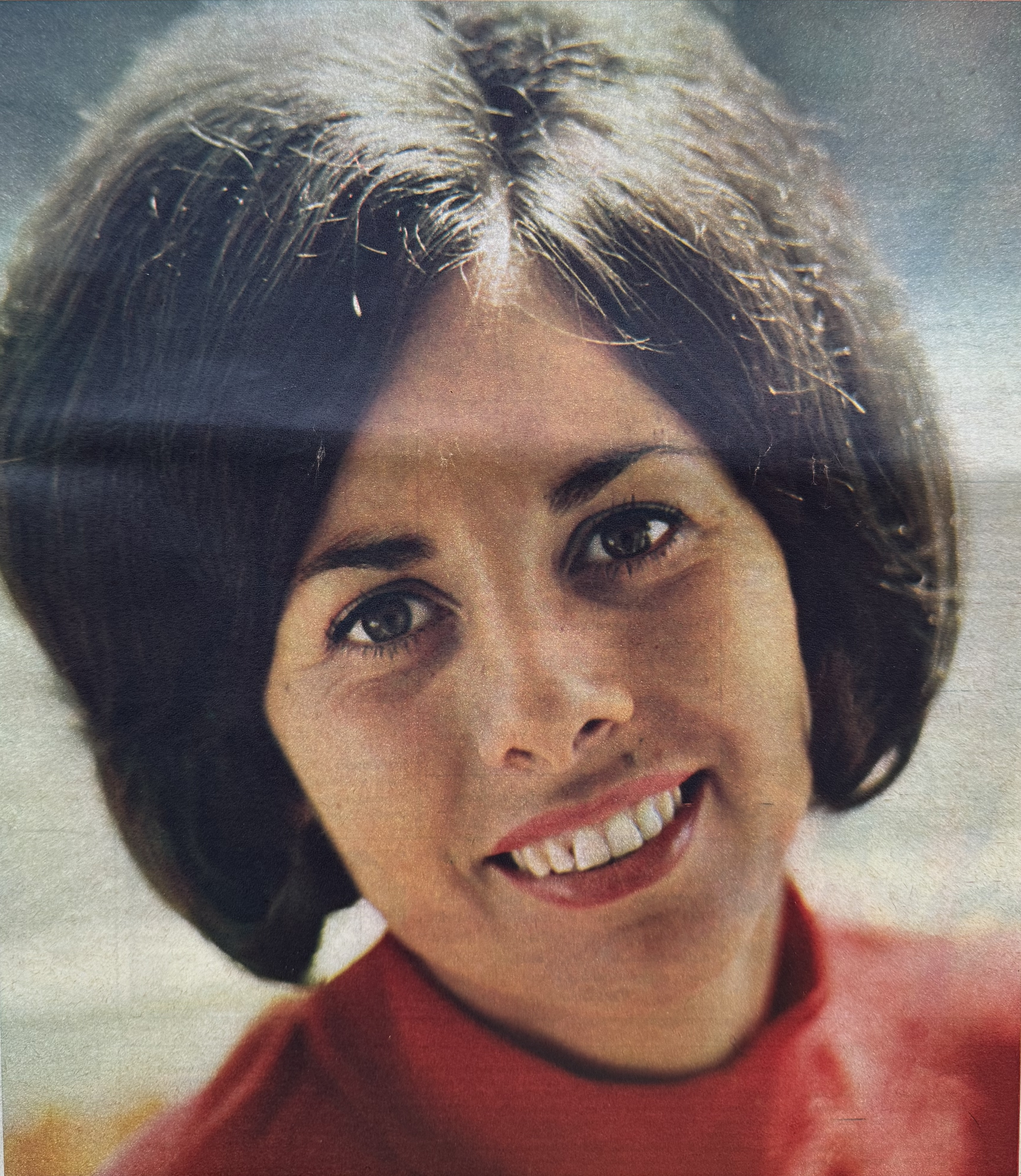
Marlene Fuchs-Kittowski (1969)

Sie heiratete 1961 den Wissenschaftsphilosophen und Informatiker Klaus Fuchs-Kittowski. Aus dieser Ehe entstammen die beiden Kinder Gerhard Fuchs-Kittowski und Frank Fuchs-Kittowski. 1996 heiratete sie den Wirtschaftsjournalisten Jürgen Rodemann.

## Mitgliedschaften und Ehrungen
- seit 1973: Mitglied des Beirats der Kinderzeitschrift Bummi
- seit 1975: Mitglied des Vorstands der Sektion Klinische Psychologie der Gesellschaft für Psychologie der DDR
- seit 1981: Mitglied der Zentralen Fachkommission Klinische Psychologie an der Akademie für Ärztliche Fortbildung der DDR
- 1987: Berufung zum Dozenten für Klinische Psychologie an der Akademie für Ärztliche Fortbildung der DDR
- 1987: Artur-Becker-Medaille in Gold

## Veröffentlichungen (Auswahl)
- Marlene Fuchs-Kittowski: Die organisierte praktische Tätigkeit – Grundlage der geistigen Entwicklung des Kindes. Dissertation (Promotion A), Humboldt-Universität zu Berlin, Berlin 1967.
- Marlene Fuchs-Kittowski: Theoretische und methodologische Probleme familientherapeutischer Intervention. Habilitation (Promotion B), Humboldt-Universität zu Berlin, Berlin, 1985.

Aufsätze
- Fuchs-Kittowski, Marlene; Löther, Rolf (1962): Zum Verhältnis geistiger, wissenschaftlich-theoretischer und praktischer Arbeit. In: Deutsche Zeitschrift für Philosophie, Jg. 10, Nr. 9, S. 1176–1185
- Fuchs-Kittowski, Marlene (1964): Entwicklungspsychologie und Philosophie. In: Martin Guntau, Helge Wendt (Hrsg.): Naturforschung und Weltbild – Eine Einführung in Probleme der marxistischen Naturphilosophie, VEB Deutscher Verlag der Wissenschaften, Berlin, S. 150–159
- Schmidt-Kolmer, Eva; Fuchs-Kittowski, Marlene; Nissen, M. (1965): Der Einfluß der Erziehung auf die Entwicklung der Farbabstraktion bei Kleinkindern. In: Pädagogische Forschung. 6. Jg., Nr. 1, S. 42–56
- Fuchs-Kittowski, Marlene (1969): Das dialektisch-materialistische Entwicklungsprinzip und die psychologische Erforschung der psychisch-geistigen Entwicklung des Kindes. In: Anneliese Griese, Hubert Laitko (Hrsg.): Weltanschauung und Methode, VEB Deutscher Verlag der Wissenschaften, Berlin.
- Klose, Osit; Fuchs-Kittowski, Marlene (1971): Vergleichende Untersuchungen der Entwicklung von Säuglingen in Krippen- bzw. Familienbetreuung. In: Ergebnisse der Forschungsarbeiten des Forschungsprojektes „Gesundheitsschutz im Kindes- und Jugendalter“ im Jahre 1970, Wissenschaftliche Zeitschrift der Humboldt-Universität, Mathematisch-Naturwissenschaftliche Reihe, Jg. 20, H. 6, S. 907–929
- Klose, Osit; Fuchs-Kittowski, M., Holländer, H. (1971): Vergleichende Untersuchungen der Entwicklung von Säuglingen in Krippen – bzw. Familienbetreuung. In: Wissenschaftliche Zeitschrift der Humboldt-Universität, Mathematisch-Naturwissenschaftliche Reihe, Jg. 21, H. 6, S. 907–929
- Fuchs-Kittowski, Marlene (1977): Zur Bedeutung der Persönlichkeitstheorie für die theoretischen und methodologischen Grundlagen der klinischen Psychologie. In: Zeitschrift Ärztliche Fortbildung. 71 Jg., H. 10, S. 506–510
- Fuchs-Kittowski, Marlene (1978): Bedeutung und Grenzen der psychoanalytischen und verhaltensbiologischen Sicht des Problems der Mutter-Kind-Beziehungen in der frühen Kindheit. In: E. Geißler, W. Scheler, G. Tembrock (Hrsg.): VI. Kühlungsborner Kolloquium – Philosophische und ethische Probleme der modernen Verhaltensforschung, Akademie-Verlag, Berlin, S. 278–301
- Fuchs-Kittowski, Marlene (1979): Zum Problem der Mutter-Kind-Beziehung in der frühen Kindheit unter besonderer Berücksichtigung psychoanalytischer Betrachtungsweise. In: Helm, J., Rösler, HD., Szewczyk, H. (Hrsg.): Klinische Psychologie. Psychologie und Gesellschaft (2844 vol. 11), VEB Deutscher Verlag der Wissenschaften, Berlin, S. 116–138. https://doi.org/10.1007/978-3-642-72349-0_9
- Fuchs-Kittowski, Marlene (1980): Zur psychischen Deprivation bei Kindern unter besonderer Berücksichtigung der Mutter-Kind-Beziehung in der Familie. In: Zeitschrift Ärztliche Jugendkunde, Bd. 71, H. 1, S. 35–41
- Fuchs-Kittowski, Klaus; Fuchs-Kittowski, Marlene; Rosenthal, Hans-Alfred (1983): Biosoziale Probleme in der gegenwärtigen weltanschaulichen Auseinandersetzung. In: Gesellschaft für Experimentelle Medizin der DDR, Berlin, 20, S. 5–22
- Fuchs-Kittowski, Klaus; Fuchs-Kittowski, Marlene; Rosenthal, Hans-Alfred (1983): Biologisches und Soziales im menschlichen Verhalten. In: Deutsche Zeitschrift für Philosophie. Jg. 31, H. 7, S. 812 – 824, http://dx.doi.org/10.1524/dzph.1983.31.7.812
- Fuchs-Kittowski, Marlene (1988): Theoretische und methodologische Problemaspekte der Familientherapie. In: Psychologie für die Praxis, Jg. 6, H. 4, Deutscher Verlag der Wissenschaften, S. 325–339
- Felber, Christina; Fuchs-Kittowski, Marlene; Hussein, Brigitte; Monté, Krisha; Röhl, Sabine (1992): Zur Situation der WissenschaftlerInnen, KünstlerInnen an den Universitäten und Hochschulen des Landes Brandenburg und Berlin (Ost) im Erneuerungsprozeß der Hochschullandschaft. In: ZiF-Bulletin – Interkulturelle und internationale Prozesse in der Frauenforschung und Frauenbewegung, Jg. 3, H. 5, Humboldt-Universität zu Berlin, Berlin, S. 47–50
- Fuchs-Kittowski, Klaus; Fuchs-Kittowski, Marlene (2012): Philosophie der Naturwissenschaften – Tätigkeit, Modell und Erkenntnis. In: Wessel, Karl-Friedrich; Laitko, Hubert; Driesener; Thomas (Hrsg.): Hermann Ley – Denker einer offenen Welt, Kleine Verlag, Grünwald, S. 213–254

## Trivia
Marlene Fuchs-Kittowski war in der DDR-Frauenzeitschrift Für Dich – Illustrierte Zeitschrift für die Frau (37/1969, 2. Septemberausgabe 1969) die „Titelheldin“. Neben dem Titelbild beinhaltet die Ausgabe einen 6-seitigen Bericht mit zahlreichen Fotos über ihr berufliches Wirken als Kinderpsychologin und ihre Familie.